# Malocampa ednana
Malocampa ednana är en fjärilsart som beskrevs av William Schaus 1939. Malocampa ednana ingår i släktet Malocampa och familjen tandspinnare. Inga underarter finns listade i Catalogue of Life.